# Zeeburgereiland

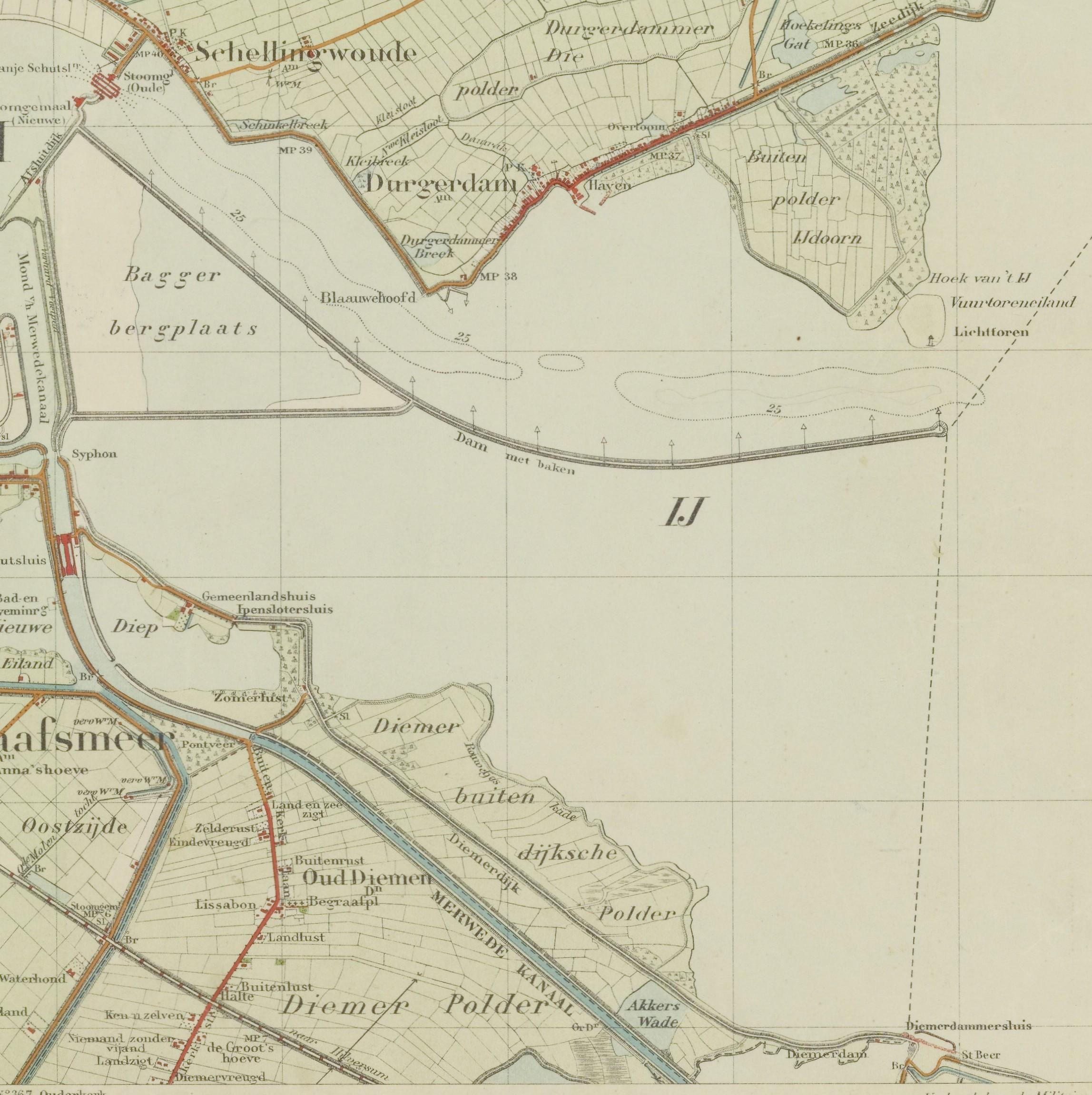
IJburggebied rond 1916, met links het baggerdepot dat later Zeeburgereiland werd

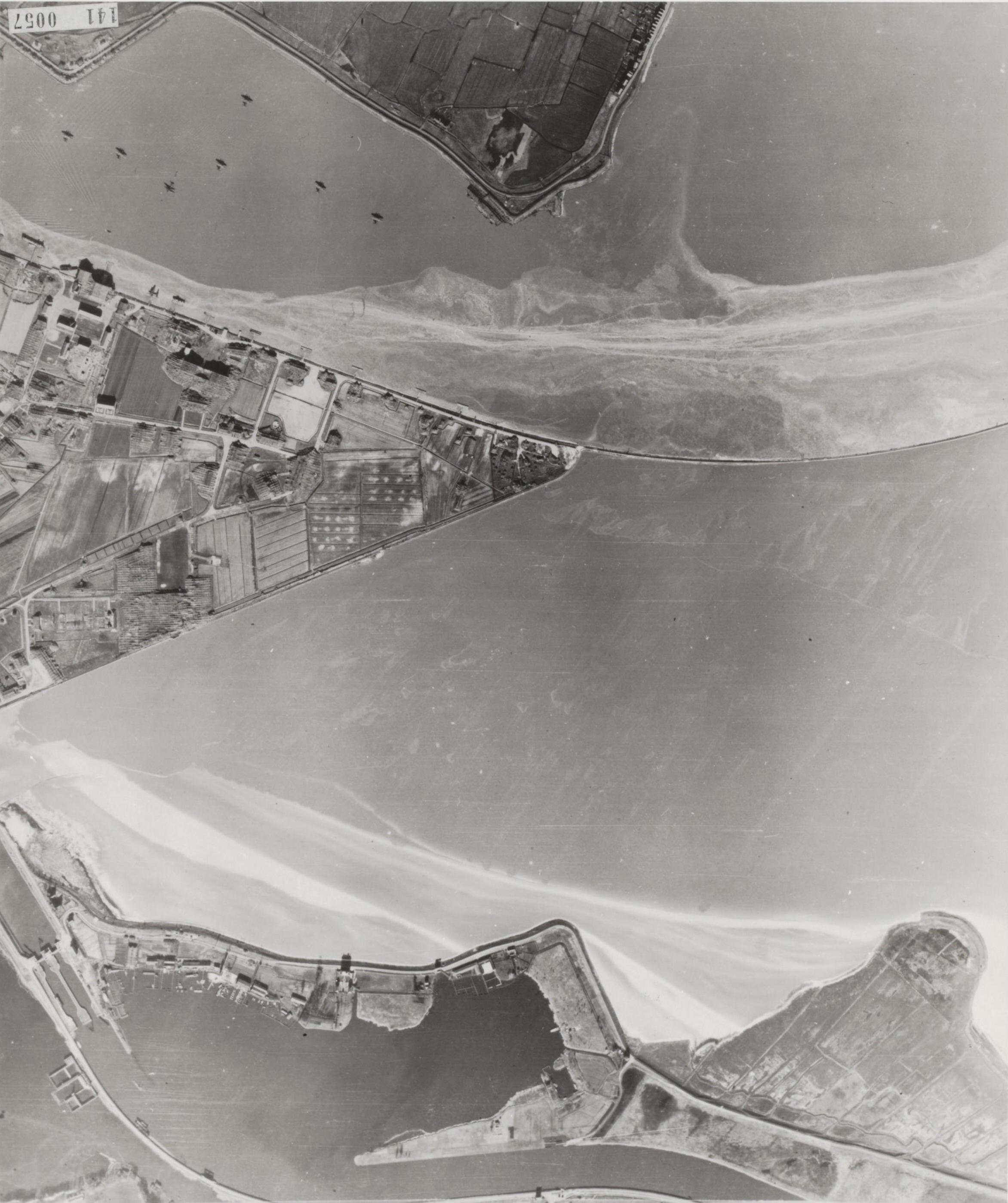
Luchtfoto uit 1944 met de marinehaven voor watervliegtuigen.

Het Zeeburgereiland is een driehoekig eiland aan de oostkant van Amsterdam, in de Nederlandse provincie Noord-Holland. Het ligt tussen de Oranjesluizen en de Diemerzeedijk en wordt aan de oostzijde begrensd door het Buiten IJ.

## Geschiedenis
Het terrein werd begin 20e eeuw aangeplempt met baggerslib afkomstig uit het IJ en het Oostelijk Havengebied. Het was lang een afgelegen gebied dat in gebruik was als militair terrein met schietbanen en de watervliegtuigbasis Marinevliegkamp Schellingwoude.
In de jaren zeventig werd de Rioolwaterzuiveringsinrichting Oost aangelegd op het voormalige militaire terrein tussen de Zuiderzeeweg en de toen nog toekomstige ringweg. In 2006 is ter vervanging hiervan een nieuwe installatie in het Westelijk Havengebied in gebruik genomen. Ook was er enige bedrijvigheid, zo stonden er gebouwen van het centraal instituut voor hersenonderzoek en een laboratorium algemene plantkunde aan de andere kant van de Zuiderzeeweg.

## Verkeer en vervoer
In 1957 werd de Zuiderzeeweg voor het verkeer opengesteld met daarin de Amsterdamsebrug en de Schellingwouderbrug. Hierdoor kwam via het Zeeburgereiland een verbinding tussen Amsterdam-Oost en Amsterdam-Noord tot stand en werd het uit zijn isolement verlost. Vier jaar later kwam er ook een busverbinding, sinds 1983 rijdt er bus 37. In 2024 kreeg de lijn bij de Sluisbuurt een extra halte.  
Sinds 1990 sluiten ook de Zeeburgerbrug en de Zeeburgertunnel, als onderdeel van de Ringweg Oost, aan op het Zeeburgereiland. In dat jaar werd het eiland naamgever van het toenmalige stadsdeel Zeeburg.
Sinds 1997 verbindt de Piet Heintunnel Zeeburg met het Oostelijk Havengebied. Sinds 2001 vormt de Enneüs Heermabrug de verbinding met het Steigereiland van de nieuwe wijk IJburg. In 2005 is tramlijn 26 hier gaan rijden, in eerste instantie met een enkele halte Zuiderzeeweg ter hoogte van de gelijknamige straat. In augustus 2015 kreeg de tram een tweede halte Bob Haarmslaan aan de oostkant van het eiland. Op het Zeeburgereiland is een opstelterrein voor de trams van deze lijn aangelegd.
Door het bebouwen van Zeeburgereiland en de uitbreiding van IJburg met woningen op Centrumeiland en Strandeiland kwamen er nog circa 20.000 inwoners bij. De bestaande capaciteit van tramlijn 26 bleek niet voldoende om het extra vervoer dat dit opleverde op te vangen. Daarom deed de gemeente in februari 2018 voorstellen voor uitbreiding. De kosten werden begroot op 330 miljoen euro.
In eerste instantie werd de dienst op de bestaande lijn uitgebreid: vanaf de zomer van 2018 ging lijn 26 in de ochtend- en avondspits 15 keer per uur rijden (vierminutendienst). Sinds de zomer van 2020 wordt met gekoppelde trams gereden en werd de frequentie verminderd door de grotere capaciteit.
Bij de oplevering van de woningen op Strandeiland wordt lijn 26 in 2025 hierheen verlengd, als ook de overige woningen op Strandeiland opgeleverd worden kan lijn 26 omstreeks 2035 daarheen verlengd worden.
Ter aanvulling op lijn 26 werd er ook gedacht aan een tweede tramverbinding tussen Amsterdam-Oost en IJburg, via het Zeeburgereiland.

## Herontwikkeling
Na sloop van het oude rioolzuiveringscomplex kwam er op de vrijkomende locatie ruimte voor woningbouw, hier is de Sportheldenbuurt gebouwd. In juli 2012 zijn de eerste heipalen voor de woningbouw geslagen. In 2013 en 2014 kwamen de eerste door zelfbouwers gerealiseerde woningen gereed. Drie grote silo's van de rioolzuivering zijn gehandhaafd.
Andere te ontwikkelen buurten zijn:
- Sluisbuurt
- Oostpunt
- Baaibuurt West en Oost

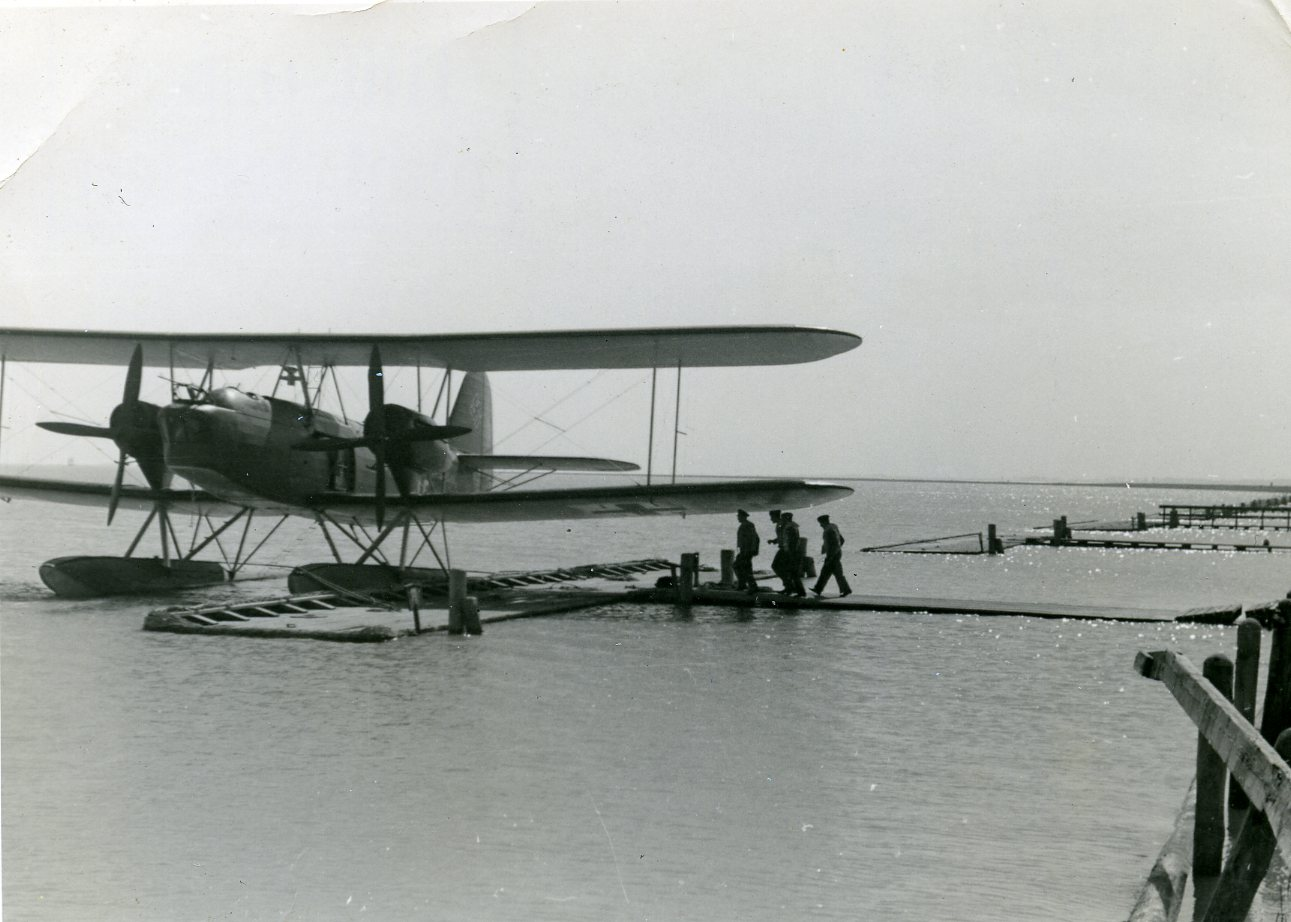
Duits watervliegtuig aan de kade bij Vliegkamp Schellingwoude; 1940-1941.
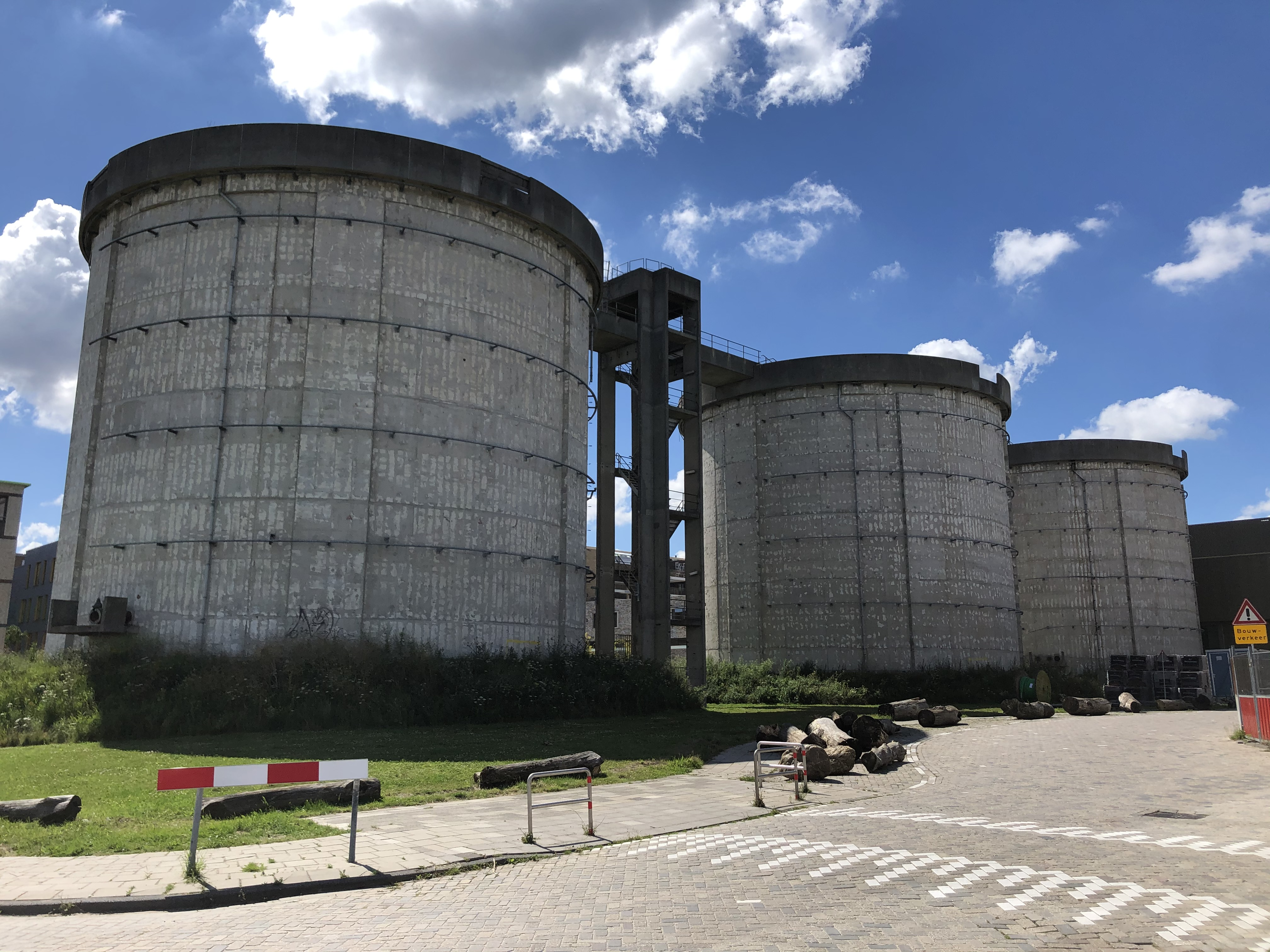
Silo's van de vroegere rioolwaterzuivering in 2020.
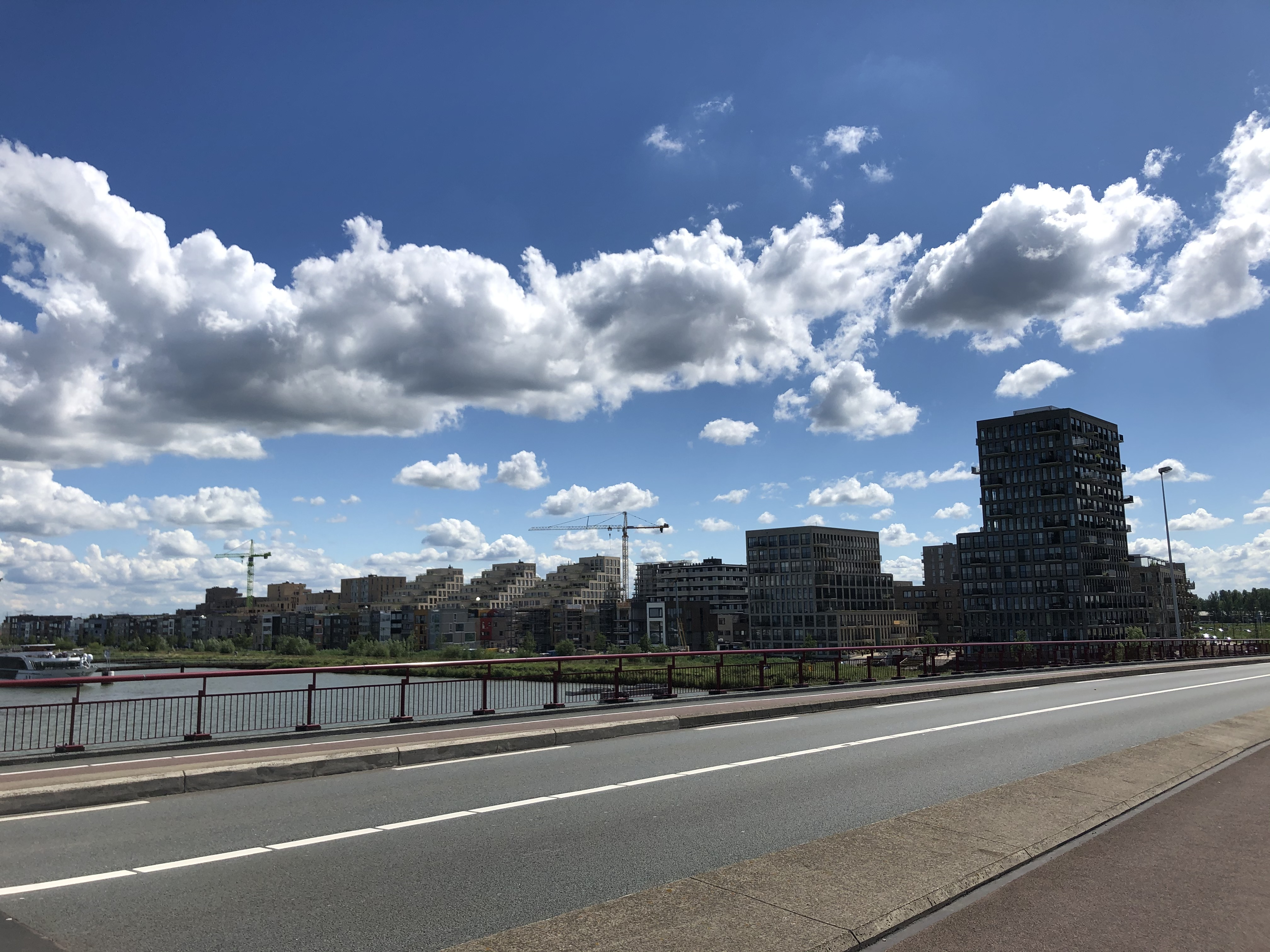
Zicht op de Sportheldenbuurt vanaf de Schellingwouderbrug in 2020.

 Abberdaan · Admiralenbuurt · Amstel III · Amsteldorp · Amstelkwartier · Andreas Ensemble · Apollobuurt · ArenAPoort · Bajeskwartier · Banne Buiksloot · Bedrijventerrein Sloterdijk · Bellamybuurt · Betondorp · Bijlmer · Binnenstad · Bloemenbuurt · Borgerbuurt · Borneo · Bos en Lommer · Buiksloot · Buiksloterham · Buikslotermeer · Buiteneiland · Buitenveldert · Bullewijk · Burgwallen Oude Zijde · Burgwallen Nieuwe Zijde · Centrum Amsterdam Noord · Centrumeiland · Chassébuurt · Chinatown · Cremerbuurt (Amsterdam) · Cruquius · Czaar Peterbuurt · Da Costabuurt · Dapperbuurt · De Aker · De Baarsjes · De Bongerd · De Eendracht · De Heining · De Krommert · De 9 Straatjes · De Omval · De Pijp · Diamantbuurt · Driemond · Disteldorp · Dubbele Buurt · Duivelseiland · Duvelshoek · Elzenhagen · Erasmusparkbuurt · Floradorp · Frederik Hendrikbuurt · Funenpark · Gaasperdam · Gein · Geuzenveld · Gibraltarbuurt · Gouden Reael · Gulden Winckelbuurt · Grachtengordel · Haarlemmerbuurt · Hallenkwartier · Haven-Stad · Haveneiland · Havenstraatterrein · Helmersbuurt · Het Funen · Holendrecht · Hoofddorppleinbuurt · Houthaven · IJ-oevers · IJburg · IJdock · IJplein · Indische Buurt · Jan Maijenbuurt · Java-eiland · Jeruzalem · Jeugdland ·Jodenbuurt · Jordaan · Julianapark · Kadijken · Kadoelen · Kattenburg · Kinkerbuurt · KNSM-eiland · Kolenkitbuurt · Kop van Jut · Van der Kunbuurt · Laan van Spartaan · Landlust · Landstrekenbuurt · Lastage · Leidsebuurt · Lutkemeer · Marathonbuurt · Marineterrein · Marken · Marktkwartier · Medisch Centrum Slotervaart · Mercatorbuurt · Middelveldsche Akerpolder · Molenwijk · Museumkwartier · Nellestein · Nieuw Sloten · Amsterdam Nieuw-West · Nieuwe Pijp · Nieuwendam · Nieuwendammerdijk en Buiksloterdijk · Nieuwendammerham · Nieuwezijde · Nieuwmarkt · Noorderhof · Noordoever Sloterplas · Noordse Bos · Olympisch Kwartier · Omval · Ookmeer · Oostelijk Havengebied · Oostelijke Eilanden · Oostelijke Handelskade · Oostenburg · Oosterdokseiland · Oosterparkbuurt · Oostoever Sloterplas · Oostpoort · Oostzanerwerf · Osdorp · Oud Osdorp · Oud-Oost · Oud-West · Oud-Zuid · Oude Pijp · Oudezijde · Overamstel · Overhoeks · Overtoombuurt · Overtoomse Buurt · Overtoomse Veld · Park Haagseweg · Park de Meer · Plan van Gool · Plan West · Plan Zuid · Planciusbuurt · Plantagebuurt · Postjesbuurt · Prinses Irenebuurt · Rapenburg · Reigersbos · Riekerpolder · Rieteilanden · Rietlanden · Rivierenbuurt · Robert Scottbuurt · Roeterseiland · Ruigoord · Schinkel (bedrijventerrein) · Schinkelbuurt · Science Park · Sloten · Sloterdijk · Sloterdijk-Centrum · Slotermeer · Slotervaart · Sluisbuurt · Spaarndammerbuurt · Spieringhorn · Sporenburg · Sportheldenbuurt · Staatsliedenbuurt · Stadionbuurt · Steigereiland · Strandeiland · Teleport · Transvaalbuurt · Trompbuurt · Tuindorp Buiksloot · Tuindorp Buiksloterham · Tuindorp Nieuwendam · Tuindorp Oostzaan · Tuttifruttidorp · Van Tijenbuurt · Uilenburg · Universiteitskwartier · Valkenburg · Van der Kunbuurt · Van der Pekbuurt · Van Lennepbuurt · Venserpolder · Vlooienburg · Vogelbuurt · Vogeldorp · Vogeltjeswei · Volewijck · Vondelparkbuurt · Vrije Geer · Waalseiland · Watergraafsmeer · Waterlandpleinbuurt · Waterwijk · Weesp · Weesperbuurt · Weespertrekvaartbuurt · Weesperzijde · Westelijke Eilanden · Westelijke Tuinsteden · Westerdokseiland · Westerpark · Westpoort · Willemspark · Wittenburg · Zeeburg · Zeeburgereiland · Zeeheldenbuurt · Zuidas · Zuideramstel